# Bernhard Morbach
Bernhard Morbach (* 17. November 1949 in Leiwen; † 6. Februar 2021) war ein deutscher Musikwissenschaftler und Musikjournalist, der sich auf Alte Musik spezialisiert hatte.

## Leben
Morbach studierte in Saarbrücken und promovierte 1978 an der Universität des Saarlandes über die Gloria- und Credo-Sätze in den Messen von Wolfgang Amadeus Mozart.
Im Saarland begann er für das Radio zu arbeiten und ging 1979 als Musikjournalist zum Sender SFB 3, der 2003 in den Nachfolgesender rbbKultur aufging, wo er Sendungen wie „Alte Meister“, „Klassik-Galerie“ oder „Alte Musik – Morbach live“ moderierte. Bis 2014 war er an mehreren tausend Radiosendungen beteiligt.
Ferner führte er zahlreiche Exkursionen, Konzertmoderationen und öffentliche Veranstaltungen durch und war Autor von Fachbüchern über die Musikwelt des Mittelalters, der Renaissance und des Barock, was ihn einem breiten Publikum bekannt machte.
Morbach starb nach kurzer, schwerer Krankheit im Alter von 71 Jahren. Er wurde in Berlin-Friedenau auf dem Friedhof Schöneberg III bestattet (Nordostecke von Feld 20).

## Werke (Auswahl)
- Die Musikwelt der Renaissance: neu erlebt in Texten, Klängen und Bildern, 2014, ISBN 978-3-7618-1715-5.
- Die Musikwelt des Barock: neu erlebt in Texten und Bildern, 2013, ISBN 978-3-7618-1716-2.
- Die Musikwelt des Mittelalters: neu erlebt in Texten, Klängen und Bildern, 2004, ISBN 978-3-7618-1529-8.